# 다쓰노정 (효고현)
다쓰노정(龍野町)은 효고현 이보군에 설치되었던 정이다. 현재의 다쓰노시에 해당한다.

## 역사
- 1889년 4월 1일 - 정촌제 시행에 의해 잇토군 다쓰노정이 성립하였다.
- 1896년 4월 1일 - 이보군이 성립하여, 소속이 변경되었다.
- 1948년 4월 1일 - 잇사이촌, 이보촌, 가미오카촌,혼다촌과 합병해 다쓰노시가 성립하여, 동일 다쓰노정은 폐지되었다.

## 교통

### 철도
- 일본국유철도 (현 서일본 여객철도)
  - 기신선

## 참고문헌
- 가도카와 일본지명대사전 28 효고현